# Samuel Crompton (1er baronnet)
Pour les articles homonymes, voir Crompton.
Samuel Crompton, 1er baronnet (c. 1786 - 27 décembre 1849) est un homme politique du Royaume-Uni. Il est député de East Retford, Derby et Thirsk. Il est également sous-lieutenant pour la circonscription nord du Yorkshire.

## Biographie

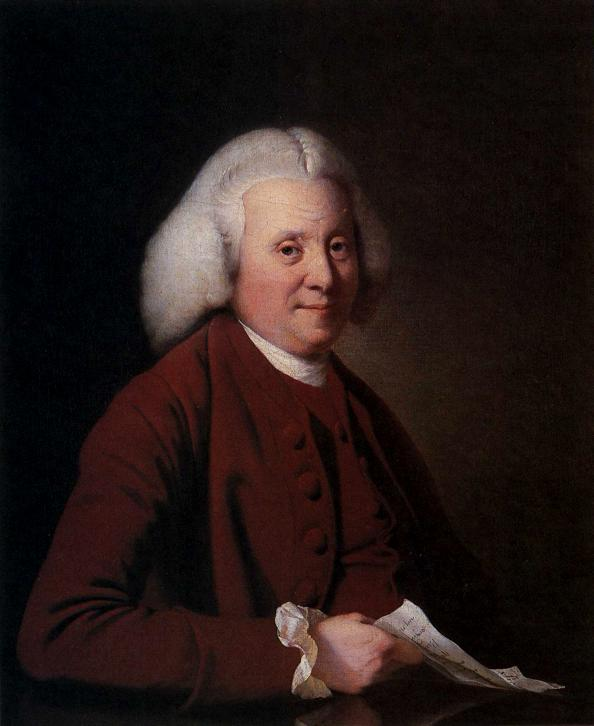
Le père de Samuel Crompton - peinture de la Derby Art Gallery

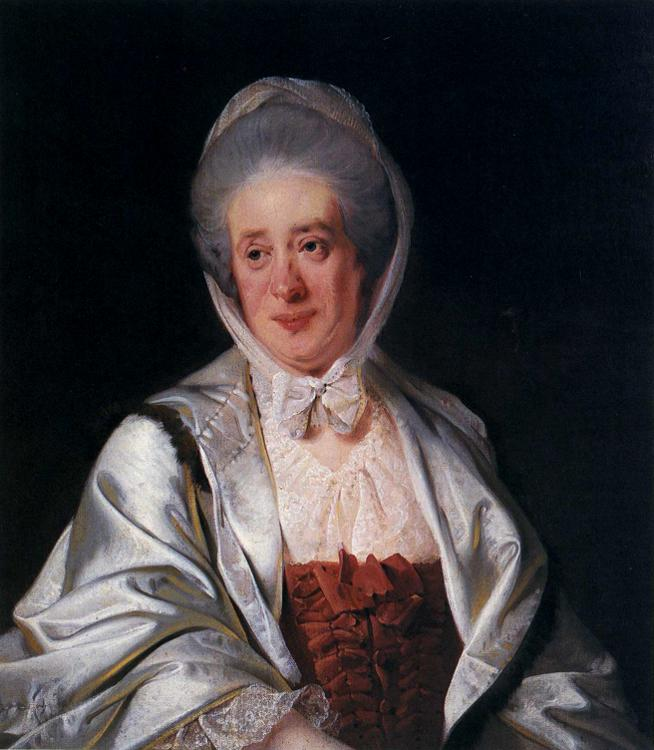
Sa mère Elizabeth Crompton - peinture de la Derby Art Gallery

Il est le fils de Samuel et Sarah. Son père est maire de Derby en 1782 et 1788. Sa mère est la fille de Samuel Fox de Derby. La famille Crompton serait issue d'un révérend John Crompton qui s'est installé dans le Derbyshire à l'époque de Charles Ier.
Il siège comme député d'East Retford de 1818 à 1826, date à laquelle il est élu pour Derby. Il occupe ce siège jusqu'en 1830. En 1834, il est élu pour Thirsk. Il soutient le premier ministre Lord Melbourne mais il n'est pas un libéral radical. Des mesures libérales telles que le raccourcissement des parlements ou l'adoption du vote au scrutin ne bénéficient pas de son soutien . Il est créé baronnet, de Wood End, Yorkshire, le 21 juillet 1838. Il prend sa retraite en tant que député de Thirsk en 1841 quand il retourne à sa résidence appelée Wood End.
Il épouse Isabella Sophia Hamilton, sixième fille d'Archibald Hamilton Cathcart (un fils de Charles Cathcart (9e Lord Cathcart)) et nièce de William Cathcart le 3 novembre 1829.
Il sert comme sous-lieutenant pour la circonscription nord du Yorkshire à partir de 1808. Il est décédé à l'âge de 63 ans à la maison familiale. Il laisse quatre filles: Elizabeth Mary née le 5 juin 1831, Isabel Sarah née le 7 mai 1833, Fanny Selina le 6 février 1835 et Alice le 6 mars 1837 Comme il est mort sans fils, le titre de baronnet s'éteint.